# Kinning Park
El Kinning Park es un suburbio ubicado al sur de Glasgow, Escocia. Anteriormente fue un burgo policial separado entre 1871 y 1905 antes de ser absorbido por la ciudad. En 1897 tenía una población de 14 326 habitantes.
Originalmente un burgo policial separado fundado en 1871, se convirtió en parte de Glasgow en 1905 (a partir de entonces fue un barrio del ayuntamiento situado entre los que cubrían Plantation al oeste y Kingston al este). Era el burgo más pequeño de Escocia con solo 108 acres (0,44 km²). Durante sus 34 años de existencia, el burgo tuvo su propio consejo, elecciones, escudo de armas, prebostes, ayuntamiento, cámaras del consejo, cuerpo de bomberos, fuerza policial y tribunal de policía. Govan Burgh, al oeste, sobrevivió aún más tiempo, de 1864 a 1912, antes de que también fuera anexada por la ciudad de Glasgow.

## Etimología
Un mapa de Robert Ogilvy en 1741 de la finca de Sir John Maxwell de Pollok muestra un campo llamado «The Park», justo al oeste del edificio Kinnen House (más tarde Kinning House) e inmediatamente al sur de lo que hoy es Paisley Road Toll. , pero hasta el siglo XIX se llamaba Parkhouse Toll. Por lo tanto, es probable que esta proximidad de The Park y Kinning House sea el origen del nombre Kinning Park a medida que se desarrolló el área. Kinning podría estar relacionado con la palabra escocesa kinnen (cunig, cuning, cunyg o coney) que significa «conejo».